# Bigger (serie de televisión)
Bigger es una serie de televisión de comedia estadounidense producida por Will Packer que se estrenó el 19 de septiembre de 2019 en BET+. El 18 de febrero de 2020, BET+ anunció que la serie se renovó para una segunda temporada que se estrenó el 22 de abril de 2021. En diciembre de 2021, la serie fue cancelada después de dos temporadas.

## Sinopsis
Bigger sigue a "cinco treintañeros que viven en Atlanta mientras intentan construir una vida profesional y personal de la que puedan estar orgullosos, pero lo único que no tienen sigue impidiendo su progreso: el amor. Se descubren sentimientos no resueltos de la universidad y se revelan secretos, lo que obliga a estos amigos a lidiar finalmente con verdades incómodas sobre los demás".

## Reparto
- Tanisha Long como Layne Roberts
- Angell Conwell como Veronica Yates
- Rasheda Crockett como Tracey Davis
- Tristen J. Winger como Vince
- Chase Anthony como Deon

### Reparto recurrente
- Lucius Baston como Terry

## Episodios
| Temporada | Temporada | Episodios | Episodios | Emisión original         | Emisión original       |
| Temporada | Temporada | Episodios | Episodios | Primera emisión          | Última emisión         |
| --------- | --------- | --------- | --------- | ------------------------ | ---------------------- |
|           | 1         | 10        | 10        | 19 de septiembre de 2019 | 7 de noviembre de 2019 |
|           | 2         | 10        | 10        | 22 de abril de 2021      | 22 de abril de 2021    |

### Temporada 1 (2019)
| N.º en serie | N.º en temp. | Título                           | Dirigido por        | Escrito por                       | Fecha de emisión original |
| ------------ | ------------ | -------------------------------- | ------------------- | --------------------------------- | ------------------------- |
| 1            | 1            | «What's Best? (Pilot)»           | Charles Stone III   | Felischa Marye                    | 19 de septiembre de 2019  |
| 2            | 2            | «Is Bigger Really Better?»       | Charles Stone III   | Michelle Listenbee Brown          | 19 de septiembre de 2019  |
| 3            | 3            | «Smack My Ass Like You Mean It»  | Crystle Roberson    | David A. Arnold                   | 19 de septiembre de 2019  |
| 4            | 4            | «Thot That Counts»               | Crystle Roberson    | Angela Nissel                     | 26 de septiembre de 2019  |
| 5            | 5            | «The Greg's»                     | Chioke Nassor       | Carla Banks Waddles               | 3 de octubre de 2019      |
| 6            | 6            | «Baby Steps»                     | Chioke Nassor       | Felischa Marye                    | 10 de octubre de 2019     |
| 7            | 7            | «Where Do We Go from Here?»      | Angela Barnes Gomes | Courtney Perdue y Baindu Saidu    | 17 de octubre de 2019     |
| 8            | 8            | «Paint 'n Sip»                   | Angela Barnes Gomes | Lou-Lou Igbokwe                   | 24 de octubre de 2019     |
| 9            | 9            | «Mazel Tov»                      | Charles Stone III   | Breannah Gibson                   | 31 de octubre de 2019     |
| 10           | 10           | «What Am I Supposed To Do With…» | Charles Stone III   | Felischa Marye y Devon K. Shepard | 7 de noviembre de 2019    |

### Temporada 2 (2021)
| N.º en serie | N.º en temp. | Título                           | Dirigido por     | Escrito por                    | Fecha de emisión original |
| ------------ | ------------ | -------------------------------- | ---------------- | ------------------------------ | ------------------------- |
| 11           | 1            | «All Good»                       | Crystle Robinson | Felichsa Marye                 | 22 de abril de 2021       |
| 12           | 2            | «You Feel Better? I Feel Better» | Crystle Robinson | Breannah Gibson                | 22 de abril de 2021       |
| 13           | 3            | «N****s in Retrograde»           | Henry Chan       | Courtney Purdue y Baindu Saidu | 22 de abril de 2021       |
| 14           | 4            | «Grown Man Shit»                 | Henry Chan       | Craig Wayans                   | 22 de abril de 2021       |
| 15           | 5            | «Time Don't Give You Time»       | —                | —                              | 22 de abril de 2021       |
| 16           | 6            | «No Hands»                       | —                | —                              | 22 de abril de 2021       |
| 17           | 7            | «I vs We»                        | —                | —                              | 22 de abril de 2021       |
| 18           | 8            | «Strangers at a Shiva»           | —                | —                              | 22 de abril de 2021       |
| 19           | 9            | «A Different Man»                | —                | —                              | 22 de abril de 2021       |
| 20           | 10           | «The Right and Wrong Time»       | —                | —                              | 22 de abril de 2021       |

## Producción
El 11 de abril de 2018, se anunció que BET había dado un pedido de serie a la producción para una primera temporada que constaba de diez episodios. Will Packer estaba destinado a producir la serie con Sheila Ducksworth y Felischa Marye como escritoras y coproductoras ejecutivas. Las productoras involucradas en la serie incluyen Will Packer Productions y Collins Entertainment.